# Pierre Broué
Pierre Broué   (Privàs, 8 de maig de 1926 - La Tronche, 26 de juliol de 2005) va ser un historiador i activista trotskista francès, autor de nombrosos llibres sobre Trotski i el trotskisme i, més àmpliament, sobre la història del comunisme. Doctor en lletres, fou també activista sindical en el món de l'educació, professor a París i, després, a l'Institut d'Estudis Polítics de Grenoble.

## Biografia
Nascut en una família republicana, el seu primer compromís polític va ser durant l'ocupació alemanya a les joventuts del PCF, llavors clandestines, de les quals més tard en va ser exclòs. Aleshores ja estava influenciat per Lev Trotski, l'obra del qual li va descobrir un dels seus professores d'història, Elie Reynier. Aquest últim va ser un activista de la CGT, a la Fédération de l'Éducation Nationale (FEN) amb Pierre Monatte i a la Lliga de Drets Humans. L'estiu de 1940, l'antic pedagog i militant va ser posat en arrest domiciliari, i en aquesta situació va convidar l'alumne de secundària a conèixer la seva biblioteca i a submergir-se en els llibres de Marc Bloch, Georges Lefebvre i en la història de la revolució russa de Lev Trotski.
A principis de 1942, es va incorporar a l'escola hipokhâgne Thiers. Cercà i trobà contacte amb la Resistència, a través d'un supervisor, Paul Cousseran, que l'incorporà al Moviments Units de la Resistència (MUR), en un grup encarregat de recollir informació, lliurar paquets als presos i transportar armes i explosius.
Va anar a París a estudiar al Lycee Henri IV el setembre de 1943. Va entrar a formar part de la resistència. Després de contactar amb el MUR (Moviments de Resistència Units), que agrupava gaullistes i socialistes, Broué s'uní a una cèl·lula del PCF. Sorprès pels canvis de jaqueta produïts a partir de l'Alliberament, finalment fou exclòs per trotskista, tot i que encara no ho era.
El 1944, va conèixer els militants del Partit Comunista Internacionalista (PCI), de Michel Raptis, conegut com a Pablo, en procés de reconstitució amb la fusió dels dos corrents que eren el POI (Partit Obrer Internacionalista) i la CCI (Comitè Comunista Internacionalista) amb uns 700 membres, i milità dins aquesta formació. A partir d'aleshores fou durant més de quaranta anys un dels intel·lectuals més importants del "corrent lambertista" dins del trotskisme.
A finals dels anys quaranta va ser un dels líders de les Jeunesses Communistes Internationalistes i formà part d'una delegació a un campament d'estiu a Iugoslàvia, després de trencar amb l'URSS. Pierre Broué forma part de la majoria que, juntament amb Marcel Bleibtreu, Pierre Lambert i Daniel Renard, s'oposà a Pablo quan volia obligar el PCI a deixar les seves posicions i la seva història per embarcar-se en l'entrisme dins el PCF, i varen ser exclosos de la Quarta Internacional el 1952. Aleshores, Pierre Broué, convertit en professor de secundària, s'allunyà de l'Ardecha: ensenyà a Niom, a la Droma, després es dirigí a Beaune, a la Costa d'Or. El 1953 va defensar el seu Diplôme d'Études Supérieures, dedicat a un historiador de la Revolució Francesa, Paul-Mathieu Laurent, titulat "Un Saint-Simonien dans l'arène politique : Laurent de l'Ardèche, 1848-1852". Aquest autor s'havia compromès, el 1828, en la refutació de la història oficial de la Revolució. Es tracta del primer treball històric important de Pierre Broué, que va signar el mateix any el seu primer fulletó per a l'Organització Comunista Internacionalista (OCI) sobre la situació de Bolívia.
El grup exclòs, que se separà de Marcel Bleibtreu, Michel Lequenne i uns quants altres el 1955, es convertí en el "Grup Lambert", amb un nombre molt reduït de militants (50 persones). Però el grup estava en contacte amb personalitats com Messali Hadj, líders de Force Ouvrière o André Marty, líder que acabava de ser exclòs del Partit Comunista Francès. En els anys següents, Broué va estar amb Robert Chéramy un dels principals líders del PCI al Syndicat national des enseignements de second degré (SNES), primer en la majoria, després en la tendència École émancipée, amb la qual va ser el 1964 cap de llista de la seva disciplina.
Del 1960 al 1965, va ser professor d'història i geografia a Montereau-Fault-Yonne. A principis de 1965, va prendre el camí de l'educació universitària i es va convertir en ajudant, després professor d'història contemporània a l'Institut d'Estudis Polítics de Grenoble, el 1965-66. Organitza l'OCI a la regió i formà una generació d'activistes, que es trobaran després del maig del 68 a UNEF-US (i organitzacions properes com l'Aliança dels Joves pel Socialisme (AJS) i la Federació d'Estudiants Revolucionaris (1969), i després per alguns al PSF. El 1969 va ser un dels actors de l'escissió de l'École émancipée, entre el "corrent històric" de l'EE i l'EE-Front unique ouvrier (FUO) dirigit per l'OCI. Després va formar el Comitè Organitzador per a la Reconstrucció de la Quarta Internacional (CORQI). Però, cansat, i sense estar en sintonia amb Lambert, va abandonar el bureau polític el 1973, i després el Comitè Central de l'OCI el 1975. L'OCI lluità per la unió PSF-PCF i el “front unique ouvrier".
El maig de 1989, va ser expulsat del PCI, que havia succeït l'OCI el 1982. Des de 1990, va dirigir la revista Le Marxisme aujourd'hui [arxiu] i col·laborà a Démocratie et Socialisme.
És el pare del matemàtic Michel Broué, nascut el 1946 de Simone Charras, filla del director del curs complementari de Privas.

## L'historiador
Al mateix temps, continua la seva tasca d'historiador i publica La Révolution et la guerre d'Espagne, de la qual va escriure la primera part, la que arriba fins a l'enfonsament de la revolució dins la Segona República espanyola. Emile Temime, posteriorment, historiador de la ciutat de Marsella i de les migracions, en va escriure la segona part, la de la guerra que seguí l'intent de Revolució, que es perdé davant els franquistes. Pierre Broué també és a l'origen de moltes reedicions i prefacis: l'"ABC del comunisme" de Bukharin i Ievgueni Preobrajensky a Maspero (des d'abans del 68, recollida a la "petita col·lecció Maspero"), "Els soviets a Rússia" d'Oscar Anweiler a la NRF el 1972, el dossier dels Processos de Moscou a Julliard el 1964, el de La Question chinoise dans l'Internationale communistela a EDI el 1965, i un començament de la publicació de tots els textos dels congressos de la IIIª Internacional (dos volums publicats el 1969 i el 1970, a EDI).
El 1963 va publicar "El partit bolxevic", on explicava l'eliminació de la generació leninista per part dels estalinistes, que van fer del PCUS un partit que no tenia res a veure amb el partit revolucionari del 1917. Va denunciar els crims de l'estalinisme i els seus errors, ja assenyalats en la seva obra de 1961. Aquesta denúncia es va mantenir com una constant en les seves obres:
| «                                                 | Si els trotskistes haguessin estat "sectaris" o "somiadors" utòpics, apartats de la realitat, creiem que realment hauria estat necessari per superar la seva existència -que ja era per si mateixa una forma resistència- massacrar-los del primer fins al darrer a Vorkutà? Dels milions de presos alliberats dels camps de concentració després de la mort de Stalin, (...) els trotskistes supervivents es poden comptar amb els dits d'una mà. És realment tot això per casualitat? | » |
| — Pierre Broué, Cahiers Léon Trotsky, n° 6, 1980. | |   |

El 1967 va aparèixer a Minuit "El moviment comunista a França", tria d'articles de Lev Trotski sobre França, amb un important aparell crític i presentacions de Pierre Broué. El 1969, la seva tercera esposa Andrée, mare de quatre fills amb Pierre Broué, va traduir el primer volum de "La revolució bolxevic" de l'historiador anglès Edward Hallett Carr, que no es pot dissociar de l'obra del seu marit.
El 1972 va publicar la seva obra principal La Révolution en Allemagne (1917-1923), que també va ser la seva tesi, obtinguda malgrat l'hostilitat de la presidenta del jurat Annie Kriegel, on mostrà la realitat dels enfrontaments revolucionaris al cor d'Europa.
El 1977 va fundar l'Institut Lev Trotski, amb molts activistes o historiadors anglesos com Michel Dreyfus, que tenia com a objectiu publicar les obres completes de Trotski i la publicació de Cahiers Léon Trotsky. Es van publicar 27 volums de les obres completes durant la vida de Broué. El 1980, Pierre Broué va ser un dels primers a entrar a la Biblioteca Hougthon de Harvard (Estats Units), quan els arxius de Trotski foren oberts.
Sense deixar de treballar sobre l'estalinisme, seguí tots els esdeveniments de la política mundial. Va escriure llibres sobre el "putsch de Moscou" el 1991; sobre el Brasil de Collor i el Partit dos Trabalhadores; sobre l'antiga URSS; sobre el primer moviment comunista internacional. Escrigué Meurtres au maquis, un llibre sobre l'assassinat de trotskistes en el maquis d¡Haute-Loire de banda dels estalinistes francesos, amb Raymond Vacheron.
La seva darrera obra important és "Història de la Internacional Comunista, 1919-1943", a partir de l'obertura dels arxius de la URSS.

## Obres
- La Révolution et la guerre d'Espagne amb Émile Temime, Les Éditions de Minuit, 1961, rééd. 1996 (traduït a 10 llengües).
- Le Parti bolchévique - histoire du PC de l'URSS, Les Éditions de Minuit, 1963.
- Révolution en Allemagne, 1917 -1923, Les Éditions de Minuit, 1971
- La question chinoise dans l'Internationale communiste (1926-1927), EDI, 1965 reedició 1990
- L'assassinat de Trotsky, Bruxelles : Éditions Complexe, 1980
- Histoire du XXe siècle, 2 volumes, Université des sciences sociales de Grenoble, Institut d'études politiques, 1985.
- Trotsky, Fayard, 1988.
- Trotsky amb Alain Dugrand, Payot, 1988.
- Leon Sedov, fils de Trotsky victime de Staline, Éditions de l'Atelier, 1993.
- Staline et révolution - cas espagnol, Editions Fayard, 1993.
- Quand le peuple révoque le président : le Brésil de l'affaire Collor, L'Harmattan, 1993.
- Rakovsky ou la Révolution dans tous les pays, éd. Fayard, 1996, 462 p., ISBN 2-213-59599-2
- Histoire de l'Internationale communiste, 1919-1943, Fayard, 1997.
- Prefaci a Les Soviets en Russie - 1905-1921, obra d'Oskar Anweiler (traduït per Serge Bricianer), Gallimard, 1997.
- Meurtres au maquis, amb Raymond Vacheron, Grasset, 1997.
- Communistes contre Staline - Massacre d'une génération, Fayard, 2003.
- Mémoires politiques, Fayard, octubre 2005.